# Mughiphantes ovtchinnikovi
Mughiphantes ovtchinnikovi är en spindelart som först beskrevs av Andrei V. Tanasevitch 1989.  Mughiphantes ovtchinnikovi ingår i släktet Mughiphantes och familjen täckvävarspindlar. Inga underarter finns listade i Catalogue of Life.